# Istállós-kő
Istállós-kő är en bergstopp i Ungern.   Den ligger i provinsen Heves, i den norra delen av landet, 120 km nordost om huvudstaden Budapest. Toppen på Istállós-kő är 958 meter över havet.
Terrängen runt Istállós-kő är huvudsakligen kuperad. Runt Istállós-kő är det ganska glesbefolkat, med 45 invånare per kvadratkilometer. Närmaste större samhälle är Eger, 18,7 km söder om Istállós-kő. I omgivningarna runt Istállós-kő växer i huvudsak lövfällande lövskog.